# مورايس موريرا
مورايس موريرا (بالبرتغالية: Moraes Moreira‏) هو موسيقي ومغني وملحن برازيلي، ولد في 8 يوليو 1947 في إيتواتشيو ‏ في البرازيل.

## وصلات خارجية
- مورايس موريرا على موقع IMDb (الإنجليزية)
- مورايس موريرا على موقع ميوزك برينز (الإنجليزية)
- مورايس موريرا على موقع أول ميوزيك (الإنجليزية)
- مورايس موريرا على موقع ديسكوغز (الإنجليزية)
- مورايس موريرا على موقع قاعدة بيانات الفيلم (الإنجليزية)